# Böja socken
Böja socken i Västergötland ingick i Vadsbo härad, ingår sedan 1971 i Skövde kommun och motsvarar från 2016 Böja distrikt.
Socknens areal är 12,91 kvadratkilometer varav 10,54 land. År 2000 fanns här 211 invånare.  Småorten Böja med sockenkyrkan Böja kyrka ligger i socknen.

## Administrativ historik
Socknen har medeltida ursprung. 
Vid kommunreformen 1862 övergick socknens ansvar för de kyrkliga frågorna till Böja församling och för de borgerliga frågorna bildades Böja landskommun. Landskommunen uppgick 1952 i Timmersdala landskommun som 1971 uppgick i Skövde kommun. Församlingen uppgick 2002 i Bergs församling.
1 januari 2016 inrättades distriktet Böja, med samma omfattning som församlingen hade 1999/2000.  
Socknen har tillhört län, fögderier, tingslag och domsagor enligt vad som beskrivs i artikeln Vadsbo härad. De indelta soldaterna tillhörde Skaraborgs regemente, Höjentorps kompani och Västgöta regemente, Vadsbo kompani.

## Geografi
Böja socken ligger söder om Mariestad vid sjön Vristulven i väster och Kräftån i öster. Socknen är odlingsbygd i öster och skogsbygd i väster.

## Fornlämningar
Tre boplatser från stenåldern är funna.  Från bronsåldern och äldre järnåldern finns gravar.

## Namnet
Namnet skrevs 1397 Böghene och kommer från kyrkbyn. Efterleden innehåller vin, 'betesmark; äng'. Förleden kan innehålla bögher, 'böjning' troligen syftande på en sådan i Kräftbäcken vid byn.